# Treo 650

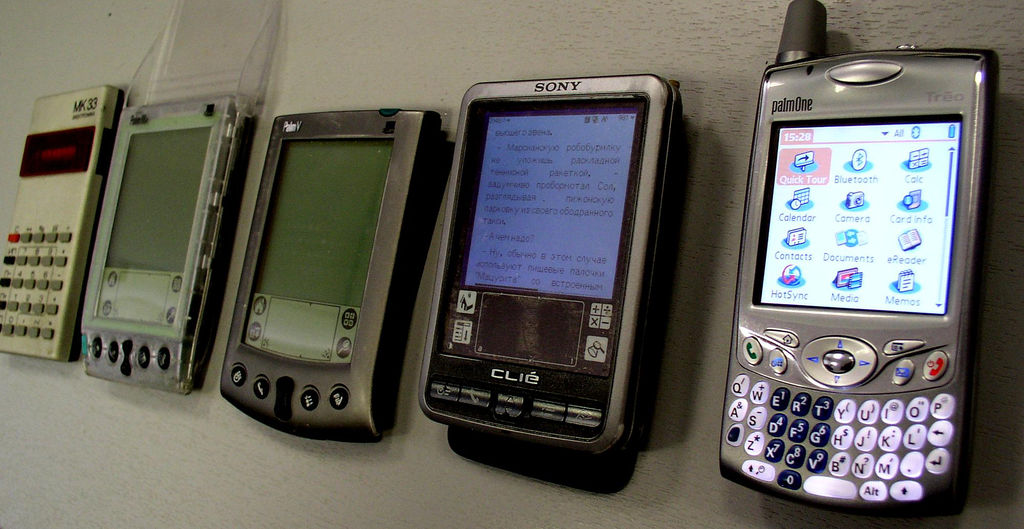
最右面是Treo 650

Treo 650是Palm公司推出的一款採用Palm OS的智能手機。擁有移动电话及PDA功能，曾在国际上獲得獎項。

## 基本情况
Treo 650预装的系统为Palm OS 5.4.8。用户也可以自行定制ROM文件并更换预装的ROM文件。
Treo 650使用了QWERTY键盘，并配以PALM上常用的五向导航键。
Treo 650使用了TFT 触控式屏幕（320 x 320分辨率，16位色彩）。屏幕的生产商有索尼和三星等。
Treo 650的机身内存仅为32MB，用户可用内存也只有21MB。这也使得后来推出的Treo 680虽然同样使用了Intel XScale主频为312 MHz的处理器，但在内存增加后性能却得到大大提升。
Treo 650的尺寸（11.3 x 5.9 x 2.3 cm）和重量（178克）相对于后来推出的Treo 680及其它同时期的手机都相对较大。
在扩展性方面，Treo 650支持 SD，SDIO及 MMC。另外，Treo 650也支持SDHC卡。但在使用时可能会出现一些问题，如不能拍摄视频。
在多媒体性能方面，Treo 650使用2.5 mm 耳机插孔。Treo 650自带了30万像素的摄像头，并搭载了自拍镜。
数据传输方面，Treo配备了红外和蓝牙传输的功能，也支持 GPRS 网络连接，但是目前没有证据表示 Treo 650 支持 EDGE 网络。
Palm公司并没有提供Treo 650在Linux下的同步方案，但通过一系列设置后，Treo 650也可以通过Jpilot、Gnome-pilot、KPilot等软件进行同步。

## 特色功能

Treo 650聊天模式的短信管理方式

Treo 650有很多人性化的设计，但部分设计在后来的Treo 680中取消了。Treo 650提供外置铃声开关，使用都可以不开机就将手机在铃声和振动模式间进行转换。
Treo 650的SIM卡插槽放置在手机顶端，可以在不拆电池的情况下进行插拔。
Treo 650另外一个特色功能就是采用了聊天模式的短信管理，这使得用户可以像使用即时通讯软件一样进行短信通讯。

## 缺陷
由于Treo 650使用了全新的系统结构，在使用过程中有时会出现不稳定的情况。，但大部分都是由于软件冲突造成的，后期的treo680等机型有很大改善。
此外， 部分Treo 650使用一段时间后常会出现耳机插孔接触不良以及温度低的时候睡死的情况。这是由于不同批次的模块质量不同造成的。。

## 相关文化

《越狱》第3季，林肯使用Treo 650播放视频

在不少影视作品中也可以找到Treo 650的身影，如《越狱》第三季第一集末尾，林肯所使用的手机就是Treo 650。